# Finlands svenska kyrkosångsförbund
Finlands svenska kyrkosångsförbund är en finländsk organisation inom kyrkomusikens område.
För det svenskspråkiga arbetet inom finländsk kyrkomusik grundades 1928 Finlands svenska kyrkosångsutskott, som 1955 efterträddes av Finlands svenska kyrkosångsförbund. För det finskspråkiga arbetet inom området tillkom 1931 Suomen kirkkokuoroliitto (på svenska: Finlands kyrkokörsförbund), vilket 1975 fick namnet Suomen kirkkomusiikkiliitto. 